# Sony DSC-R1

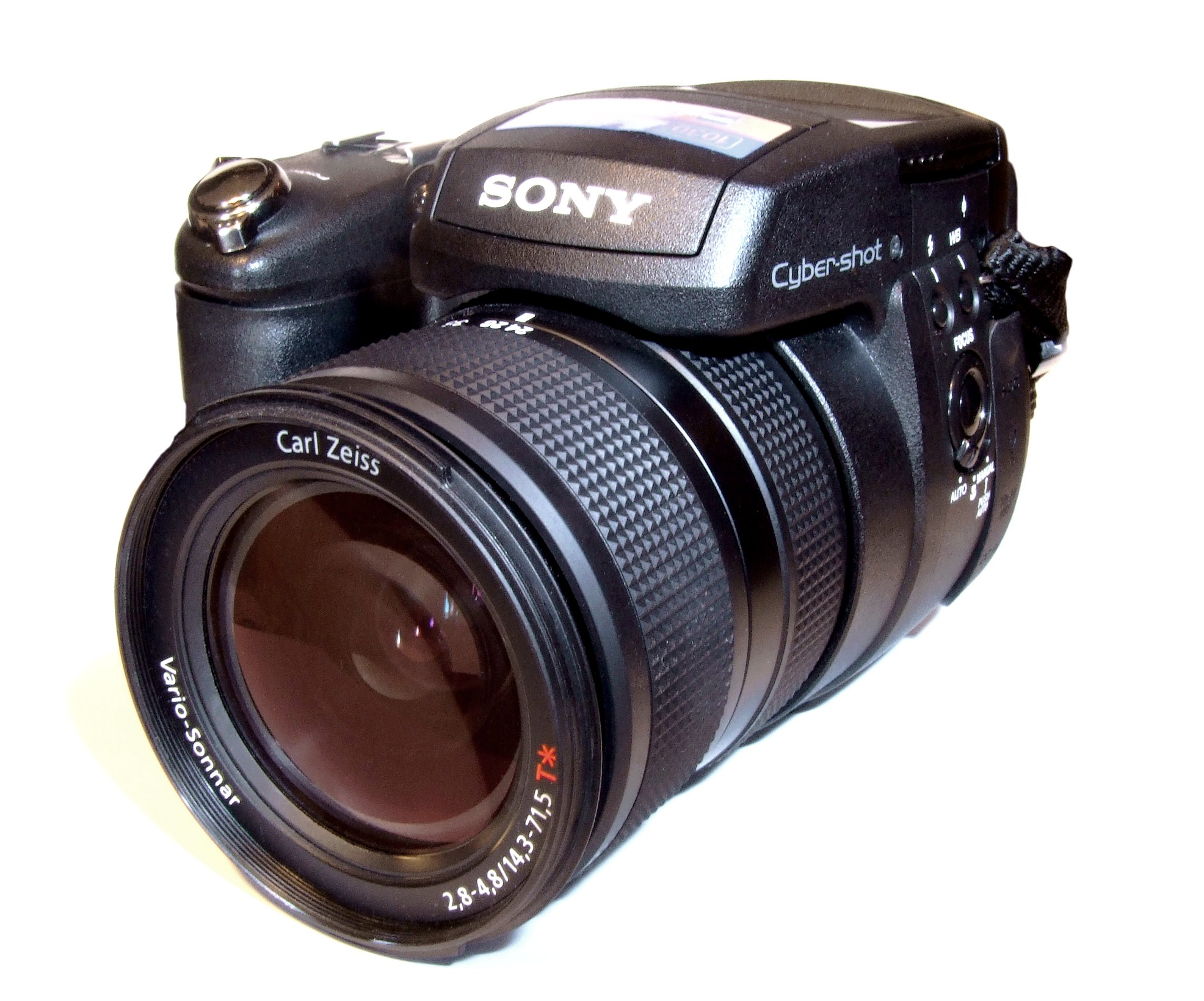
Sony Cyber-shot DSC-R1

A Sony DSC-R1 ou somente Sony R1 é uma máquina digital Bridge anunciada pela Sony em 2005 (e descontinuada em 2006). Tem como destaque um sensor APS-C CMOS (21.5 x 14.4 mm),um tamanho tipicamente usado em DSLRs e raramente usado em câmeras Bridge (normalmente de 2/3" (= 6.6 x 8.8mm) ou 1/1.8" (= 5.3 x 7.1mm). É a primeira vez que um sensor tão grande é incorporado numa máquina Bridge.
Comparada a uma DSLR normal a Sony R1 tem as seguintes vantagens:
- "visualização ao vivo" que dá informação da imagem antes da fotografia ser tirada;
- LCD móvel que permite fotografar de posições difíceis;
- a imagem no EVF e LCD é brilhante e a luz é amplificada. Um visor óptico não amplifica a luz, tornando mais dificil enquadrar e focar manualmente onde há luz insuficiente;
- durante a focagem manual, a imagem é ampliada no ecrã LCD ou no EVF - poucas DLSRs podem fazer isso;
- tecnicamente não há problemas com poeiras, visto que a R1 tem lentes fixas, embora o pó possa entrar pela lente enquanto se faz zoom;
- funcionamento silencioso;
- grande angular (24mm) permite fotografar uma cena maior;
- poucas partes movéis, e portanto, mais fiabilidade.

E as seguintes desvantagens:
- as lentes não podem ser mudadas: as lentes fornecidas, apesar de terem boa qualidade, apenas cobrem 24-120 mm de alcance de zoom. Existem conversores, mas são muito volumosos;
- sem visor óptico: embora o EVF seja relativamente bom, não tem resolução suficiente para permitir focagem manual na maior parte das situações. Além disso, há alguns atrasos de tempo na mudança, ou seja, a imagem aparece com um pequeno atraso;
- Não faz vídeos e não grava áudio.